# Okres Cegléd
Okres Cegléd (maďarsky Ceglédi járás) je jedním z osmnácti okresů maďarské župy Pest. Jeho centrem je město Cegléd.

## Sídla
V okrese se nachází celkem 3 města a 9 obcí.
Města
- Abony
- Albertirsa
- Cegléd

Obce
- Ceglédbercel
- Csemő
- Dánszentmiklós
- Jászkarajenő
- Kőröstetétlen
- Mikebuda
- Tápiószőlős
- Törtel
- Újszilvás